# Niamh O'Dowd
 (octobre 2024).
Pas d'image ? Cliquez ici

a Compétitions nationales et continentales officielles uniquement.

b Matchs officiels uniquement.
Niamh O'Dowd, née le 21 avril 2000 à Wexford (Irlande), est une joueuse internationale irlandaise de rugby à XV évoluant au poste de pilier. Elle est licenciée au Old Belvedere RFC.

## Biographie
Niamh O'Dowd naît le 21 avril 2000 à Wexford en Irlande.
Elle devient internationale lors du match d'ouverture du Six nations 2023, face au pays de Galles.
Elle joue en 2024 au club du Old Belvedere RFC et pour la province du Leinster. Elle est sélectionnée pour jouer le Celtic Challenge avec la franchise des Clovers.
Elle cumule, à la fin de l'été 2024, sept sélections en équipe d'Irlande quand elle est retenue pour le WXV 1 au Canada. Elle dispute à nouveau le Celtic Challenge, mais cette fois sous les couleurs des Wolfhounds qui remportent la compétition.

## Palmarès
- Vainqueure du Celtic Challenge en 2025